# Corfitz Ulfeldt
Corfitz Ulfeldt est un ministre danois, né en 1606 et mort en 1664. Il jouit de la faveur de Christian IV et épousa Leonora Christina, une fille de ce prince, et de Christine de Munch. Il devint en 1643 grand maître de la cour et eut la direction suprême des finances, de l’armée et de la flotte, et signala son ministère par d’importantes améliorations. Disgracié sous le successeur de Christian, Frédéric III, et impliqué dans une fausse accusation, il se retira en Suède et eut le tort d’agir contre son pays. Il voulut dans la suite rentrer en Danemark; mais il fut arrêté, emprisonné, puis forcé de s’éloigner, et enfin condamné à mort par contumace. Il mourut en Suisse, où il s’était réfugié.

## Distinctions
- Chevalier de l'ordre de l'Éléphant